# North East (Maryland)
North East – miasto w Stanach Zjednoczonych, w stanie Maryland, w hrabstwie Cecil.